# クリストッフェル記号
リーマン幾何学において、クリストッフェル記号（クリストッフェルきごう、英: Christoffel symbols）またはクリストッフェルの三添字記号（クリストッフェルのさんそえじきごう、英: Christoffel three index symbols）とは、測地線の微分方程式を表すにあたってブルーノ・クリストッフェル (1829–1900) によって導入された記号を言う。
クリストッフェル記号には第一種記号 {\displaystyle \left[j\;k,a\right]} と第二種記号 {\displaystyle \left\{{{i} \atop {j\;k}}\right\}} の二種類があるが、基本的には第二種記号のことを意味する。

## 概要
リーマン幾何学においては、n 次元多様体と呼ばれる空間上にある曲線
xh = xh (t), t1 ≦ t ≦ t2
の長さを、積分
{\displaystyle I=\int _{t_{1}}^{t_{2}}{\sqrt {\sum _{i,j}g_{ij}(x){\frac {\mathrm {d} x^{i}}{\mathrm {d} t}}{\frac {\mathrm {d} x^{j}}{\mathrm {d} t}}}}\,\mathrm {d} t}
で計算できるように、各座標近傍内に
gij(x) = gji(x)
という関数（基本計量テンソルと呼ばれる）が与えられている。この積分の第一変分 δI を 0 とおくことで得られるオイラー・ラグランジュの微分方程式は、測地線に沿っての孤の長さを媒介変数にとれば、
{\displaystyle {\frac {\mathrm {d} ^{2}x^{h}}{\mathrm {d} s^{2}}}+\sum _{j,i}\left\{{{h} \atop {j\;i}}\right\}{\frac {\mathrm {d} x^{j}}{\mathrm {d} s}}{\frac {\mathrm {d} x^{i}}{\mathrm {d} s}}=0}
となる。これを測地線の微分方程式と呼ぶ。なお、ここで
{\displaystyle \left\{{{h} \atop {j\;i}}\right\}=\sum _{a}{\frac {1}{2}}g^{ha}\left({\frac {\partial g_{ia}}{\partial x^{j}}}+{\frac {\partial g_{ja}}{\partial x^{i}}}-{\frac {\partial g_{ji}}{\partial x^{a}}}\right)}
であり、これを（第二種）クリストッフェル記号（Christoffel symbol (of the second kind)）と呼ぶ。
クリストッフェル記号は、計量テンソルから導かれたレヴィ・チヴィタ接続に対する、座標空間での表示式である。

## 定義
n次元微分多様体 M 上の各点近傍に定まる座標系を xh (h = 1, 2, ..., n) とする。さらに各座標近傍内に基本計量テンソル
{\displaystyle g_{ij}(x)=g_{ji}(x)}
が与えられているものとする。
なお以下においては、アインシュタインの和の規約を用いる。

### 第一種クリストッフェル記号
第一種クリストッフェル記号は基本計量テンソルから
{\displaystyle \left[j\;k,a\right]={\frac {1}{2}}\left({\frac {\partial g_{ja}}{\partial x^{k}}}+{\frac {\partial g_{ka}}{\partial x^{j}}}-{\frac {\partial g_{jk}}{\partial x^{a}}}\right)}
と定義される。

### 第二種クリストッフェル記号
第二種クリストッフェル記号は同じく基本計量テンソルまたは第一種クリストッフェル記号から
{\displaystyle \left\{{{i} \atop {j\;k}}\right\}={\frac {1}{2}}g^{ia}\left({\frac {\partial g_{ja}}{\partial x^{k}}}+{\frac {\partial g_{ka}}{\partial x^{j}}}-{\frac {\partial g_{jk}}{\partial x^{a}}}\right)=g^{ia}\left[j\;k,a\right]}
と定義される。

#### 共変微分によるクリストッフェル記号の導出
第二種クリストッフェル記号が定義されていない代わりに、接続の記号 Γkij とともに共変微分が定義されている場合、接続の記号としてクリストッフェル記号を得ることができる。
二階共変テンソル Sij の共変微分は定義より、
である。また、二階共変テンソルであるリーマン多様体 M の基本計量テンソル gik の共変微分についてリッチの補定理
が一般の接続の記号 Γkij から定義される共変微分についてもそのまま成り立つものとされているとすると、
{\displaystyle \nabla _{j}g_{ik}={\frac {\partial g_{ik}}{\partial x^{j}}}-\Gamma _{ji}^{a}g_{ak}-\Gamma _{jk}^{a}g_{ia}=0}
であり、添字を並べ替え、補うことにより、上式を計量テンソルの関数として接続の記号について陽に解いて
{\displaystyle \Gamma _{kj}^{l}={\frac {1}{2}}g^{lm}\left({\frac {\partial g_{mk}}{\partial x^{j}}}+{\frac {\partial g_{mj}}{\partial x^{k}}}-{\frac {\partial g_{kj}}{\partial x^{m}}}\right)=\left\{{{l} \atop {k\;j}}\right\}}
と、接続の記号としてクリストッフェル記号を導出することができる。

## 性質

### 第二種クリストッフェル記号は下の添字について対称
定義から明らかに
{\displaystyle \left\{{{i} \atop {j\;k}}\right\}=\left\{{{i} \atop {k\;j}}\right\}}
が成り立つ。 

### 第二種クリストッフェル記号はテンソルではない
第二種クリストッフェル記号について、座標系 xh から座標系 uh (h = 1, 2, ..., n) への変数変換を行うと
{\displaystyle {\frac {\partial x^{i}}{\partial u^{a}}}\left\{{\overline {{a} \atop {b\;c}}}\right\}={\frac {\partial x^{j}}{\partial u^{b}}}{\frac {\partial x^{k}}{\partial u^{c}}}\left\{{{i} \atop {j\;k}}\right\}+{\frac {\partial ^{2}x^{i}}{\partial u^{b}\partial u^{c}}}}
ここで、上線は u-座標系に関するクリストッフェル記号であることを表す。
となる。この式から第二種クリストッフェル記号はテンソルの成分ではないことが判る。

### 測地座標系のある一点においてクリストッフェル記号は 0
曲面上のすべての点でクリストッフェル記号が 0 となるような座標系が存在するならば、その曲面は伸縮することなく平面上に展開可能なものだけであり、それ以外の場合には、曲面上のすべての点で {\displaystyle \left\{{{i} \atop {j\;k}}\right\}=0} となるような座標系は一般に存在しない。ただし、曲面上のある特定の一点 xi0 でならば {\displaystyle \left\{{{i} \atop {j\;k}}\right\}_{0}=0} となるような座標系をとることができる。
ここで、
{\displaystyle x^{i}-x_{0}^{i}=u^{i}-{\frac {1}{2}}\left\{{{i} \atop {j\;k}}\right\}_{0}u^{j}u^{k}}  ただし、{\displaystyle u_{0}^{i}=0}
なる座標変換を行う。このとき、uh で偏微分を行うと
{\displaystyle {\frac {\partial x^{i}}{\partial u^{h}}}=\delta _{h}^{i}-{\frac {1}{2}}\left({\frac {\partial \left\{{{i} \atop {j\;k}}\right\}_{0}}{\partial u^{h}}}u^{j}u^{k}+\left\{{{i} \atop {j\;k}}\right\}_{0}\delta _{h}^{j}u^{k}+\left\{{{i} \atop {j\;k}}\right\}_{0}u^{j}\delta _{h}^{k}\right)=\delta _{h}^{i}-{\frac {1}{2}}{\frac {\partial \left\{{{i} \atop {j\;k}}\right\}_{0}}{\partial u^{h}}}u^{j}u^{k}-\left\{{{i} \atop {h\;k}}\right\}_{0}u^{k}}
となり、さらに ul で偏微分を行うと
{\displaystyle {\frac {\partial ^{2}x^{i}}{\partial u^{l}\partial u^{h}}}=-{\frac {1}{2}}\left({\frac {\partial ^{2}\left\{{{i} \atop {j\;k}}\right\}_{0}}{\partial u^{l}\partial u^{h}}}u^{j}u^{k}+{\frac {\partial \left\{{{i} \atop {j\;k}}\right\}_{0}}{\partial u^{h}}}\delta _{l}^{j}u^{k}+{\frac {\partial \left\{{{i} \atop {j\;k}}\right\}_{0}}{\partial u^{h}}}u^{j}\delta _{l}^{k}\right)-{\frac {\partial \left\{{{i} \atop {h\;k}}\right\}_{0}}{\partial u^{l}}}u^{k}-\left\{{{i} \atop {h\;k}}\right\}_{0}\delta _{l}^{k}}
となる。したがって、xi = xi0 のとき ui = 0 であることから、
{\displaystyle \left({\frac {\partial x^{i}}{\partial u^{h}}}\right)_{0}=\delta _{h}^{i},\;\;\;\left({\frac {\partial ^{2}x^{i}}{\partial u^{l}\partial u^{h}}}\right)_{0}=-\left\{{{i} \atop {hl}}\right\}_{0}}
を得る。よって、ある一点 xi0 におけるクリストッフェル記号の変数変換式が
{\displaystyle \left({\frac {\partial x^{i}}{\partial u^{k}}}\right)_{0}\left\{{\overline {{k} \atop {h\;l}}}\right\}_{0}=\left({\frac {\partial x^{j}}{\partial u^{h}}}\right)_{0}\left({\frac {\partial x^{k}}{\partial u^{l}}}\right)_{0}\left\{{{i} \atop {j\;k}}\right\}_{0}+\left({\frac {\partial ^{2}x^{i}}{\partial u^{h}\partial u^{l}}}\right)_{0}=\delta _{h}^{j}\delta _{l}^{k}\left\{{{i} \atop {j\;k}}\right\}_{0}-\left\{{{i} \atop {h\;l}}\right\}_{0}=0}
であることから、
{\displaystyle \delta _{k}^{i}\left\{{\overline {{k} \atop {h\;l}}}\right\}_{0}=\left\{{\overline {{i} \atop {h\;l}}}\right\}_{0}=0}
すなわち、クリストッフェル記号はある一点 xi0 においては全て０となることが導かれる。
このような座標系を、点 u0 = 0 を原点とする測地座標系（geodetic coordinate system）と呼ぶ。なお、測地座標の原点においては、テンソルの共変微分と通常の微分が一致する。

### 測地座標系の原点において共変微分は通常の微分と一致する
一階共変テンソルを wi とするとき、その共変微分は
{\displaystyle \nabla _{j}w_{i}={\frac {\partial w_{i}}{\partial x^{j}}}-\left\{{{a} \atop {j\;i}}\right\}w_{a}}
で定義される。座標系 (xh) を測地座標系 (uh) へ座標変換すると、その原点において {\displaystyle \left\{{\overline {{i} \atop {h\;l}}}\right\}_{0}=0} となる。
したがって、wi の共変微分は ui = 0 において、
{\displaystyle \left(\nabla _{j}w_{i}\right)_{0}=\left({\frac {\partial w_{i}}{\partial u^{j}}}\right)_{0}}
と、共変微分と通常の微分が一致する。

### 基本計量テンソルの行列式による表示
n 次元リーマン多様体の基本計量テンソル gij は n × nの正方行列であると見なせることからその行列式 g
{\displaystyle g=\det(g_{ij})=\left|{\begin{array}{ccc}g_{11}&g_{12}&\cdots \\g_{21}&g_{22}&\cdots \\\vdots &\vdots &\ddots \end{array}}\right|}
を定義することができる。ここで、gij の余因子行列を Gij とし、g を xk で偏微分すると
{\displaystyle {\frac {\partial g}{\partial x^{k}}}={\frac {\partial g}{\partial g_{ij}}}{\frac {\partial g_{ij}}{\partial x^{k}}}=G_{ij}{\frac {\partial g_{ij}}{\partial x^{k}}}}
となる。さらに余因子行列を行列式で割ったものは逆行列となるが、それは反変版の基本計量テンソルに他ならない。つまり、Gij = ggij。よって
{\displaystyle {\begin{aligned}{\frac {\partial g}{\partial x^{k}}}&=gg^{ij}{\frac {\partial g_{ij}}{\partial x^{k}}}=gg^{ij}\left(g_{ia}\left\{{{a} \atop {j\;k}}\right\}+g_{aj}\left\{{{a} \atop {i\;k}}\right\}\right)\\&=g\left(\delta _{a}^{j}\left\{{{a} \atop {j\;k}}\right\}+\delta _{a}^{i}\left\{{{a} \atop {i\;k}}\right\}\right)=g\left(\left\{{{a} \atop {a\;k}}\right\}+\left\{{{a} \atop {a\;k}}\right\}\right)\\&=2g\left\{{{a} \atop {a\;k}}\right\}\end{aligned}}}
よって
{\displaystyle \left\{{{a} \atop {a\;k}}\right\}=\left\{{{a} \atop {k\;a}}\right\}={\frac {1}{2}}{\frac {1}{g}}{\frac {\partial g}{\partial x^{k}}}={\frac {\partial \log {\sqrt {g}}}{\partial x^{k}}}={\frac {1}{\sqrt {g}}}{\frac {\partial {\sqrt {g}}}{\partial x^{k}}}}
が得られる。

## 一般相対論への応用
クリストッフェル記号はアインシュタインの一般相対論において頻繁に用いられる。一般相対論は時空を、レヴィ-チヴィタ接続を備えた、湾曲した 4-次元ローレンツ多様体によって表現する。（物体の存在によって時空の形状を決定するという）アインシュタインの場の方程式はリッチテンソルを含み、クリストッフェル記号を計算することが本質的である。一旦形状が決定されたならば、粒子と光線の軌跡は（クリストッフェル記号が陽に現れる）測地的方程式を解くことによって計算できる。